# جنگل گایژوینای
جنگل گایژوینای (به لاتین: Gaižiūnai Forest) یک جنگل در لیتوانی است که در Jonava District Municipality واقع شده‌است.